# Reismann Marian
Reismann Marian (Dr. Vajda Ernőné) (Szombathely, 1911. december 23. – Budapest, 1991. szeptember 28. ) magyar fotográfus, fotóművész

## Élete
Reismann Adolf (1867–1940) orvos, a szombathelyi Magyar Királyi Bábaképző Intézet alapító-igazgatója és csepregi Schapringer Matild gyermekeként született asszimilálódott zsidó polgárcsaládban. Testvére, a szintén fotográfus Reismann János hatására érettségi után 1929-től 1931-ig Münchenben tanult fényképészetet, majd Berlinben, az U.R.F. Werbe Kollektive-ben dolgozott fotósként. Az 1930-as években már újra Budapesten amatőrmunkák kidolgozását vállalta, és mestervizsgát is tett. 1934-ben Fotó Marian néven önálló portréműtermet nyitott, előbb a Lipót körúton, 1938-tól a Veres Pálné utcában. Újszerű táncfotóival és gyerekekről, ismert emberekről készült képeivel hamar nevet szerzett magának. A második világháború alatt bujkálnia kellett, műterme és eszközei, és munkáinak túlnyomó része is elpusztult. 1945-46-ban a Magyar Film Iroda fotóriportereként dolgozott. 1951-ig újra önálló műtermi fényképész, majd 1954-ig a Magyar Fotó Állami Vállalat fotóriportere volt. Elbocsátása után műtermében folytatta a fényképész kisiparosi munkát, miközben a legkülönfélébb témakörökben fényképezett. 1951-től 1967-ig a Képző- és Iparművészeti Szakközépiskola fotó-szakosztályának tanára volt. Férje Vajda Ernő volt.

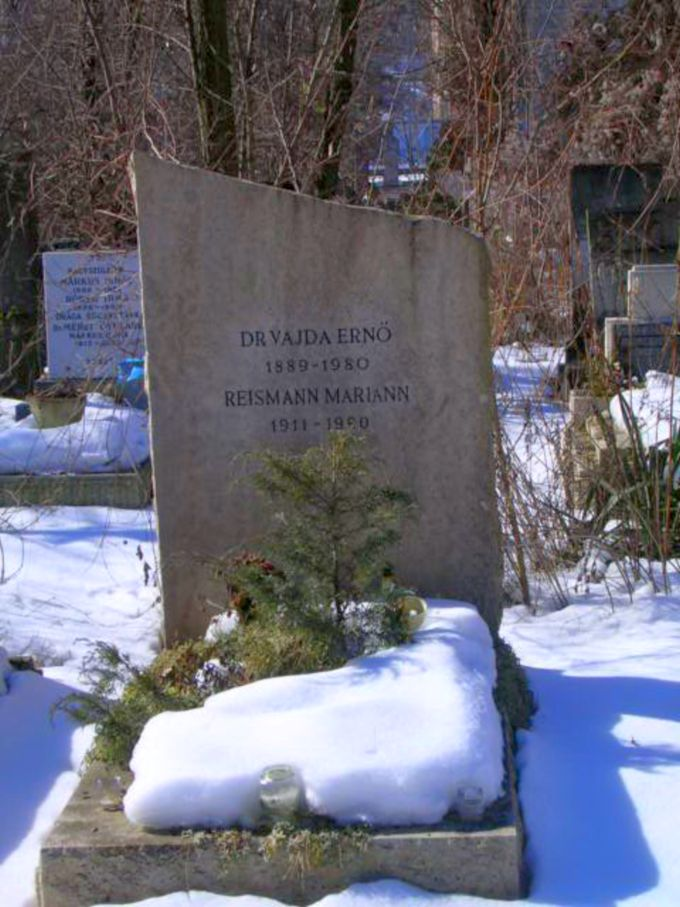
Sírja az Óbudai zsidó temetőben 2005-ben

Az Óbudai zsidó temetőben nyugszik.

## Munkássága
Életművére meghatározó volt ismeretsége dr. Pikler Emmi gyermekpszichológussal,  akinek klienseit rendszeresen fényképezte. Pszichológiai ismeretekből táplálkozó illusztrációi iskolát teremtettek a gyermekfényképezésben. Ma ismert munkáinak zöme gyerekfotó. 1938-ban Piklerrel közösen megjelentetett könyvük, a Mit tud már a baba?, majd az Anyák könyvét (1954) sokszor kiadták és több nyelvre is lefordították. Több művészi albuma jelent meg. Gyűjteményes kiállítása 1972-ben a Nemzeti Galériában, bátyja anyagával közösen bemutatott kiállítása 1988-ban a Munkásmozgalmi Múzeumban volt.